# Gypsophila (chi chim)
Gypsophila là một chi chim trong họ Pellorneidae. Các loài của chi này hiện đã được sáp nhật vào chi Napothera.